# 文化革命 (苏联)

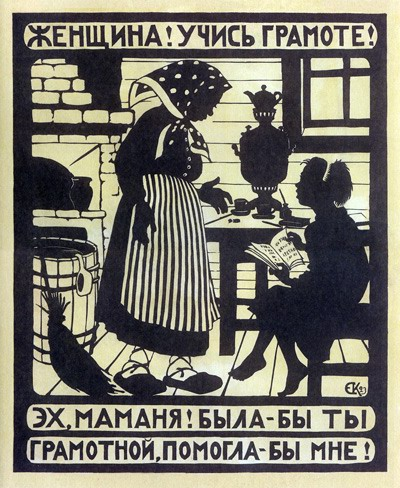
“女人，学会阅读和写作吧！哦，母亲！如果您识字，您就可以帮助我！”由伊丽莎白·克鲁格利科娃1923年创作的海报，倡导女性识字

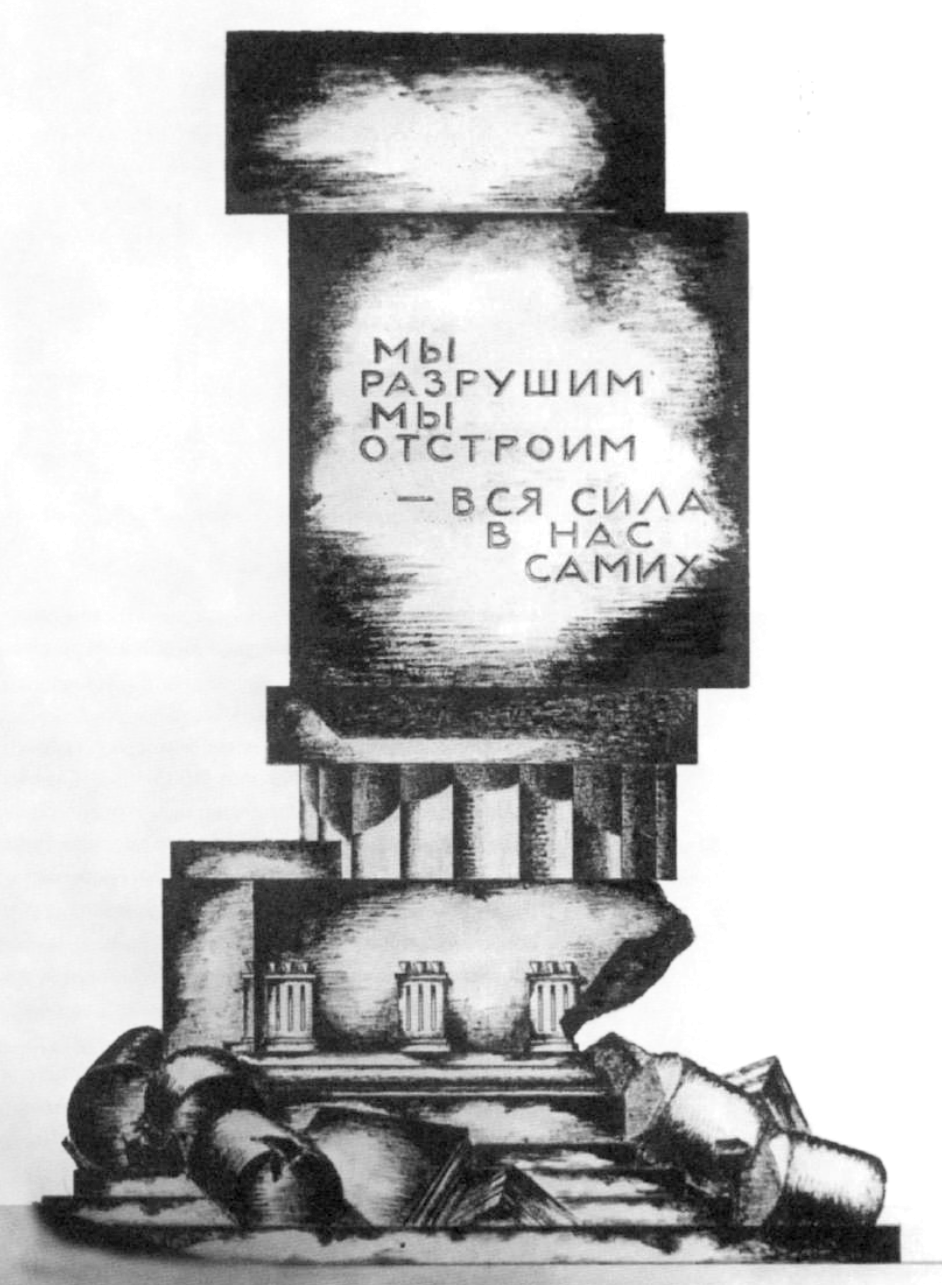
伊万·福明莫斯科革命纪念碑草图：“我们要毁灭，我们要重建——所有的力量都在我们身上”。

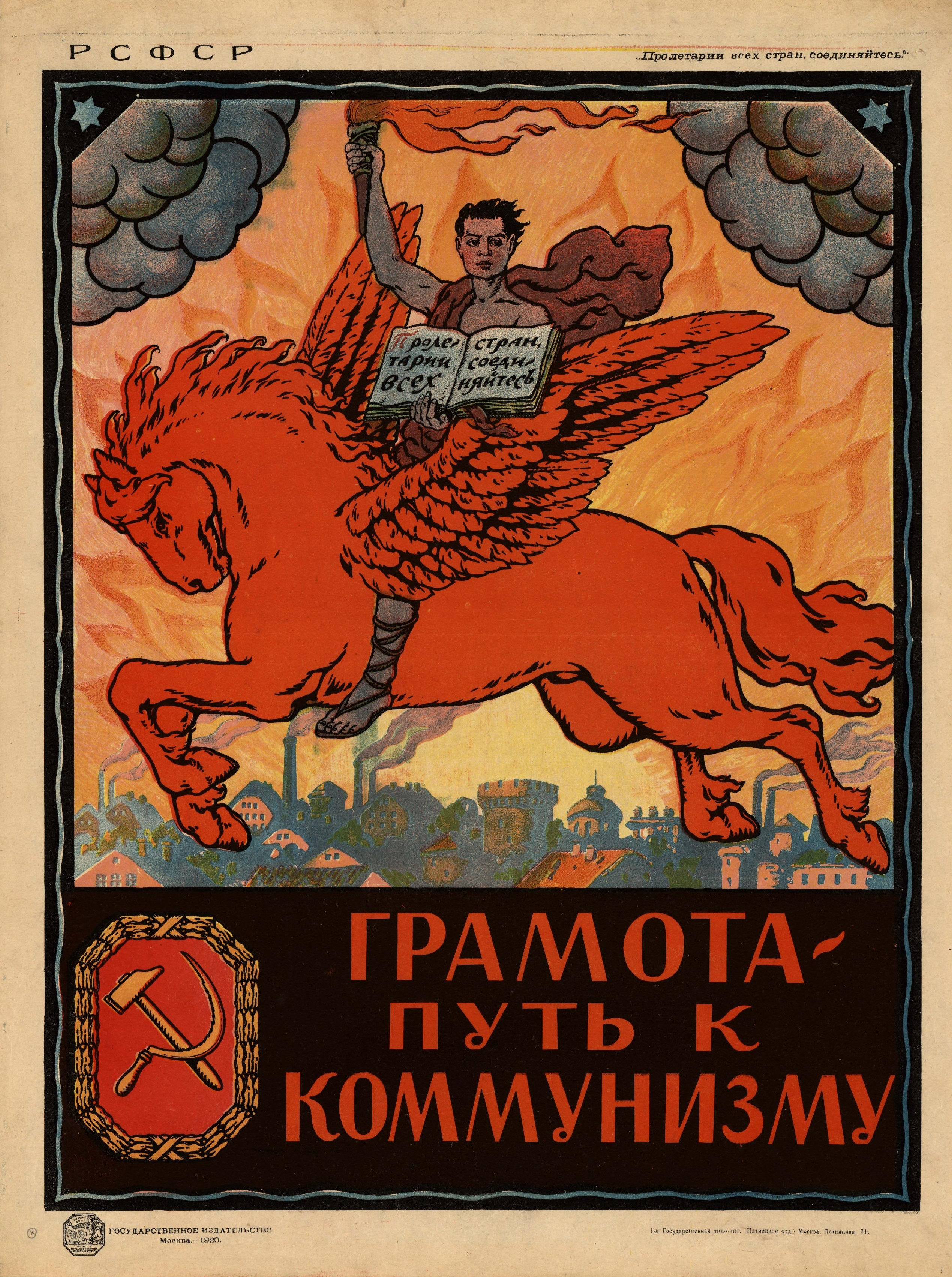
文化革命时期宣传扫盲运动的苏联海报

文化革命（俄语：Культурная революция）是苏维埃俄国和苏联开展的一系列运动，旨在对社会的文化和意识形态生活进行彻底的重组。这些运动意图在社会上推广新文化，增加知识分子社群中的无产阶级的比例，以建设社会主义社会。
苏联的文化革命是改造民族文化的重点计划，但在实践中却往往停滞不前，只在第一个五年计划期间大规模实施。在现代史学中，苏联的文化革命常被认为只在1928年—1931年进行，但在一些历史学家看来，这种说法并不完全正确。1930年代的文化革命与苏联的工业化和集体化一同被视作社会和国民经济转型的一环。另外，在文化革命中，苏联的科学活动组织也发生了相当大的调整和重组。

## 词源
俄罗斯科学院哲学研究所出版的《新哲学百科全书》写道，“文化革命”一词最晚不迟于1917年5月出现在戈尔丁兄弟的《无政府主义宣言》中，1923年弗拉基米尔·列宁在《论合作社》一文中将这一概念引入苏联政治体系中：“现在，只要实现了这个文化革命，我们的国家就能成为完全社会主义的国家了。但是这个文化革命，无论在纯粹文化方面（因为我们是文盲）或物质方面（因为要成为有文化的人，就要有相当发达的物质生产资料的生产，要有相当的物质基础），对于我们来说，都是异常困难的”。
不少学者则将苏联文化革命更多的归于亚历山大·亚历山德罗维奇·波格丹诺夫，认为他发起的无产文化运动代表着苏联文化革命的开端。

## 苏维埃政权初期的文化革命
文化革命作为社会意识形态的变革，是在十月革命后不久发起的。1918年1月23日，苏俄颁布《关于教会同国家分离和学校同教会分离的法令》。神学、古希腊语和其他宗教信仰等与宗教有关的内容被从教育系统中删除。文化革命的主要任务是将马克思主义意识形态的原则引入苏联公民的个人信念。
为在苏维埃政权成立的的首几个月里就开始实施这一计划，苏联创立了一个由苏联共产党中央委员会宣传鼓动部、政治促进局、教育人民委员会、新闻保护国家秘密总局等组织组成的管理网络。出版社、博物馆、电影厂等文化机构被国有化，新闻自由遭到压制。在意识形态领域，文化部门开始大力宣传无神论，宗教开始遭受迫害，相关符号受到严格审查，苏维埃政权还在教堂中建立各类社团、仓库和生产设施。
当时的大多数苏联群众没有受过教育，处于文盲状态中：俄罗斯苏维埃联邦社会主义共和国1920年的人口普查显示，8岁以上的人口中，只有41.7%的识字。文化革命首先要进行扫盲，以便后续的科技发展。文学作品被有意简化，一些研究人员认为，这表明苏维埃政权需要的是执行式的文化，而非创造式的文化。然而，文化革命的扫盲效果并不如最初设想一般理想，苏联直到1930年才引入全民初等教育，而文盲率大幅下降则要等到更晚的苏德战争后。
为培育新一代知识分子，1919年，苏联成立了斯维尔德洛夫共产主义大学，次年成立党史委员会，1921年成立红色教授学院，1924年，将1918年成立的社会主义科学院改名为共产主义学院。
与此同时，苏联开始采取措施压制知识分子异议者：数百知识分子被迫乘坐“哲学船”离开苏联。自1920年代末起，又先后发生了学院案、沙赫特审判、工業黨審判。1929年，苏联建立了沙拉什卡以招募入狱的知识分子进行重要的科学研究及设计工作。
1920年代的苏联也就文化革命的方式方法进行了讨论，比如，托洛茨基在1923年发表的有关党内生活的文章和小册子就探讨了这些问题。
苏联共产党始终掌控着文化革命的走向，全联盟列宁主义青年共产主义联盟在文化革命中发挥了重要的作用。

## 结果
到1939年，有超过85%的苏联人具备了识字能力，正规的中学教育体系被建立起来，苏联的科学和艺术都有发展。苏联形成了以马克思主义阶级意识形态、“共产主义教育”、群众文化和教育为基础的官方文化，为后来的工农“无产阶级知识分子”打下了铺垫。
一些学者认为苏联的文化革命成功使苏联与俄罗斯数百年的文化传统决裂。另外一些作者则对此提出了异议，认为俄罗斯的知识分子、小资产阶级和农民的传统价值观和世界观在文化革命期间只发生了很轻微的转变，布尔什维克创造“新苏维埃人”的计划应被视为基本失败。

## 扩展阅读
- Fitzpatrick, S. Education and Social Mobility in the Soviet Union 1921—1934. 剑桥大学出版社, 2002
- Douglas R. Weiner. . USA: University of Pittsburgh Press. 2000. ISBN 0-8229-5733-7.
- Fitzpatrick, S. Cultural Revolution Revisited （页面存档备份，存于） The Russian Review. Volume 58, Issue 2, pages 202—209, April 1999
- David-Fox, M. What Is Cultural Revolution? （页面存档备份，存于） The Russian Review. Volume 58, Issue 2, pages 181—201, April 1999
- Fitzpatrick, S. The Cultural Front: Power and Culture in Revolutionary Russia. Cornell University Press, 1992
- Sheila Fitzpatrick. . USA: Indiana University Press. 1984. ISBN 0-253-20337-6. culture revolution ussr.
- P. H. Kneen. . UК: Centre for Russian and East European Studies, University of Birmingham. 1976.
- Stefan Plaggenborg. . Saint Petersburg: Magazine «Neva». 2000. ISBN 5-87516-190-6.
- Mikhail Gerandokov, Gerandokova. . El-fa. 2003. ISBN 9785881955649.
- Nikolai Bukharin. Leninism and the Problem of the Cultural Revolution – in the Book: Nikolai Bukharin. Selected Works – Moscow: Politizdat, 1988 – p. 368–390